# Радошин (Польща)
Радошин (пол. Radoszyn, нім. Rentschen) — село в Польщі, у гміні Скомпе Свебодзінського повіту Любуського воєводства.
Населення — 545 осіб (2011).
У 1975-1998 роках село належало до Зеленогурського воєводства.

## Демографія
Демографічна структура станом на 31 березня 2011 року:
|          | Загалом | Допрацездатний вік | Працездатний вік | Постпрацездатний вік |
| -------- | ------- | ------------------ | ---------------- | -------------------- |
| Чоловіки | 283     | 67                 | 202              | 14                   |
| Жінки    | 262     | 43                 | 173              | 46                   |
| Разом    | 545     | 110                | 375              | 60                   |